# John F. Brady (político)
John F. Brady (1959 – Lewes, 10 de agosto de 2025) foi um político e advogado de Delaware. Ele se aposentou como repórter político e analista jurídico da WRDE-LD, a estação NBC em Delaware, em 31 de dezembro de 2018.

## Infância e formação
Brady cresceu em Wilmington e frequentou a Escola Salesianum. Ele foi para a Universidade de Delaware e formou-se na Universidade de Richmond para a graduação e depois para a Widener Law School. Ele foi admitido na Ordem dos Advogados em Delaware e Nova Jersey e na Ordem dos Advogados da Suprema Corte dos Estados Unidos. Atua como promotor público em Dewey Beach, Delaware, e como promotor público em Ellendale, Delaware.
Brady atuou como procurador-geral adjunto do estado de Delaware e como procurador legislativo. Ministrou cursos na Widener Law School, ocupou cargos no governo do condado, exerceu atividades privadas como procurador e ofereceu-se para atuar em causas beneficentes.

## Carreira política
Em 2008, Brady concorreu a comissário de seguros do estado, como um republicano, perdendo para a democrata Karen Weldin Stewart.
Em fevereiro de 2009, Brady mudou de filiação e ingressou no Partido Democrata.  Em 2011, quando deixou o cargo como Registrador de Ações, Brady foi nomeado pelo governador Jack Markell para servir no Conselho Estadual de Encanamento, Aquecimento, Ventilação e Ar Condicionado de Delaware por um mandato de três anos, como membro público.
Brady frequentemente participa como advogado no WGMD-FM, Rehoboth Beach, uma estação de entrevistas local, respondendo a questões jurídicas de quem participa. Também apareceu no WBOC 16 Fox 21 e WMDT 47 comentando sobre questões jurídicas e casos em Delaware, bem como no Delaware 105.9 FM. Brady também relatou questões jurídicas e políticas para a WRDE TV NBC 31.1 Rehoboth Beach Delaware, até sua aposentadoria, em dezembro de 2018.
Em março de 2012, ele se candidatou ao cargo de Secretário da Paz do Condado de Sussex nas eleições gerais de novembro de 2012. Em 6 de novembro de 2012, John Brady foi eleito secretário do Peace for Sussex County, Delaware. O Clerk of the Peace é o chefe da Agência de Casamento do condado, onde as licenças de casamento são emitidas e, mediante solicitação, a cerimônia é realizada. Brady tomou posse em janeiro de 2013. Quando se aposentou, Brady realizou quase 1.000 casamentos durante seu mandato.
Em 13 de junho de 2012, o Senado do Estado de Delaware o nomeou para um mandato de seis anos no Conselho de Acidentes Industriais do Estado de Delaware, onde atuou até 14 de março de 2018.
Em maio de 2018, ele foi nomeado bibliotecário jurídico da Biblioteca Jurídica do Condado de Sussex, administrada pelo Escritório Administrativo dos Tribunais. Conhecida como biblioteca dos Juízes, há um local em cada condado do estado.
Em 2019, o Conselho Del-Mar-Va presenteou Brady com o Prêmio Silver Beaver pelo excelente serviço prestado ao Conselho local e Brady também recebeu o prêmio Outstanding Eagle Scout da National Eagle Scout Association. Ele atua como presidente do conselho do distrito de Sussex de Del-Mar-Va e vice comandante de finanças da região nordeste dos escoteiros da América.
Ele se aposentou como repórter político e analista jurídico da WRDE-LD, a estação NBC em Delaware, em 31 de dezembro de 2018.
Ele advogava com seu irmão no The Brady Law Firm. 

## Morte
Brady faleceu em sua casa em Lewes, em 10 de agosto de 2025, após uma longa doença.

## Repartições públicas
| Escrivão de Chancelaria | Executivo | Georgetown | 2000 | 2001–2003 |
| Registrador de ações    | Executivo | Georgetown | 2002 | 2003–2011 |
| Escrivão da paz         | Executivo | Georgetown | 2012 | 2013-2017 |